# 宇都宮市立清原南小学校
宇都宮市立清原南小学校（うつのみやしりつ きよはらみなみしょうがっこう）は、栃木県宇都宮市上籠谷町にある公立小学校。

## 沿革
- 1876年（明治9年）4月1日 - 現在の上籠谷町1,733番地に籠谷学舎創設
- 1914年（大正3年）4月1日 - 籠谷尋常小学校と鐺山尋常小学校を合併統合し清原尋常小学校南校とする
- 1941年（昭和16年）4月1日 - 国民学校令により芳賀郡清原村立南国民学校氷室分教場と改称
- 1947年（昭和22年）4月1日 - 学制改革により清原村立清原南小学校と改称
- 1954年（昭和29年）8月10日 - 宇都宮市と合併により、宇都宮市立清原南小学校と改称

## 通学区域
通学区域は以下の通り。
- 宇都宮市
  - 上籠谷町、清原工業団地の一部、桑島町、鐺山町

## 交通
- JR宇都宮駅東口より南東方向へ9.5km
- 関東自動車 真岡方面行の路線バス 清原南小前バス停留所より約150m